# Cavall d'esport

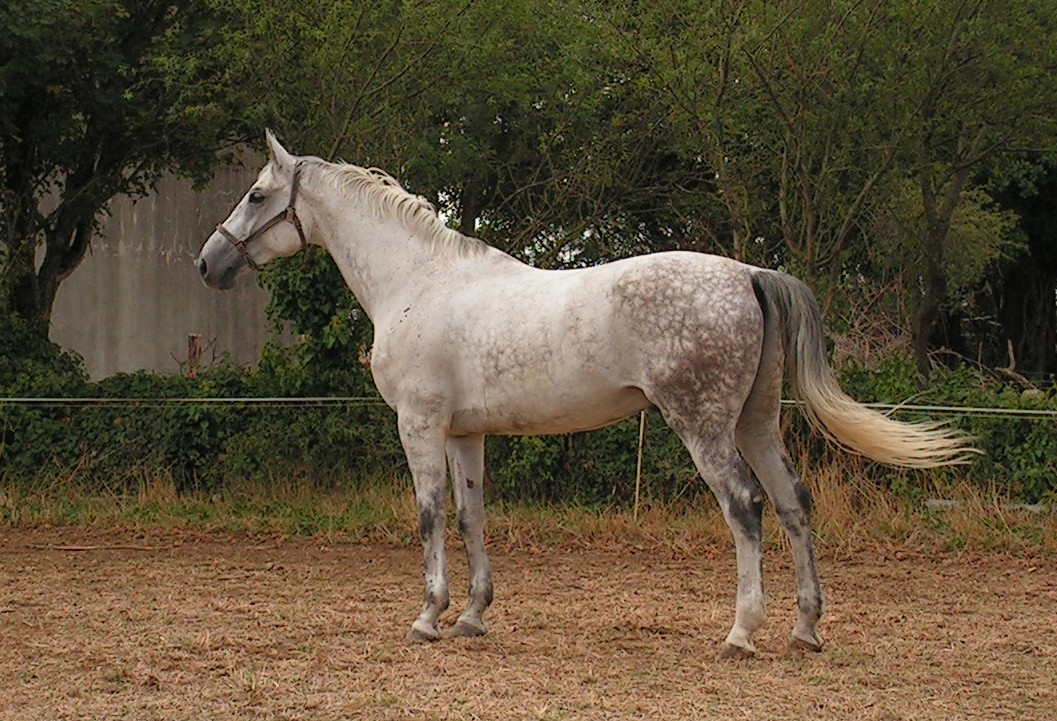
Cavall d'esport amb una bona conformació: espatlles amb inclinació correcta, musculatura adequada i extremitats ben aplomades.

Un cavall d'esport és un tipus de cavall susceptible de ser emprat en algunes competicions esportives del tipus Concurs complet d'equitació, Doma clàssica, Concursos de salt o Proves d'enganxe. Hi ha algunes races que responen al tipus exigit en cavalls que participen en les competicions indicades. També són freqüents alguns encreuaments cercant les qualitats necessàries.
Alguns països han creat registres específics amb l'objectiu d'adreçar la cria cap al tipus de cavall d'esport.

## Característiques
Els cavalls d'esport es crien cercant qualitats específiques de conformació, moviment i temperament.
Hi ha una organització de caràcter mundial que enllaça les diverses associacions de criadors de cavalls d'esport i la Federació Eqüestre Internacional (FEI): la World Breeding Federation for Sport Horses (Federació mundial de criadors de cavalls d'esport).
Les característiques desitjables en un cavall d'esport són les següents:
- Conformació: Espatlles amb inclinació correcta, coll ben arquejat, esquena (dors i columna vertebral) més alta de davant.[2] Una conformació correcta influeix positvamant en els moviments i la capacitat de saltat.
- Moviment: Tot i que el moviment depèn de la disciplina escollida, els cavalls d'esport han de gaudir de moviments enèrgics i gambades atlètiques. Moviments que impliquin tot el cos.

El trot i el galop curt han de mostrar una bona suspensió i el cavall ha de batre els rems posteriors per sota del cos amb facilitat. Aquesta qualitat facilita l'entrenament i la posada a punt del cavall (reunió, extensió de la gambada…).
- Capacitat per a saltar: És imprescindible en cavalls de competició. Una conformació correcta ajuda molt.
- Temperament: Són desitjables cavalls amb temperaments tranquil i capacitat per a prendre. Els genets experts poden tolerar cavalls una mica dífícils si tenen altres qualitats.

## Races i encreuaments
- Alemanya
  - Hanoverian
  - Holsteiner
  - Oldenburg
  - Trakehner.
- Àustria
  - Warmblood austríac
- Bèlgica
  - Warmblood belga
- Espanya
  - PRE ("Pura raza española")

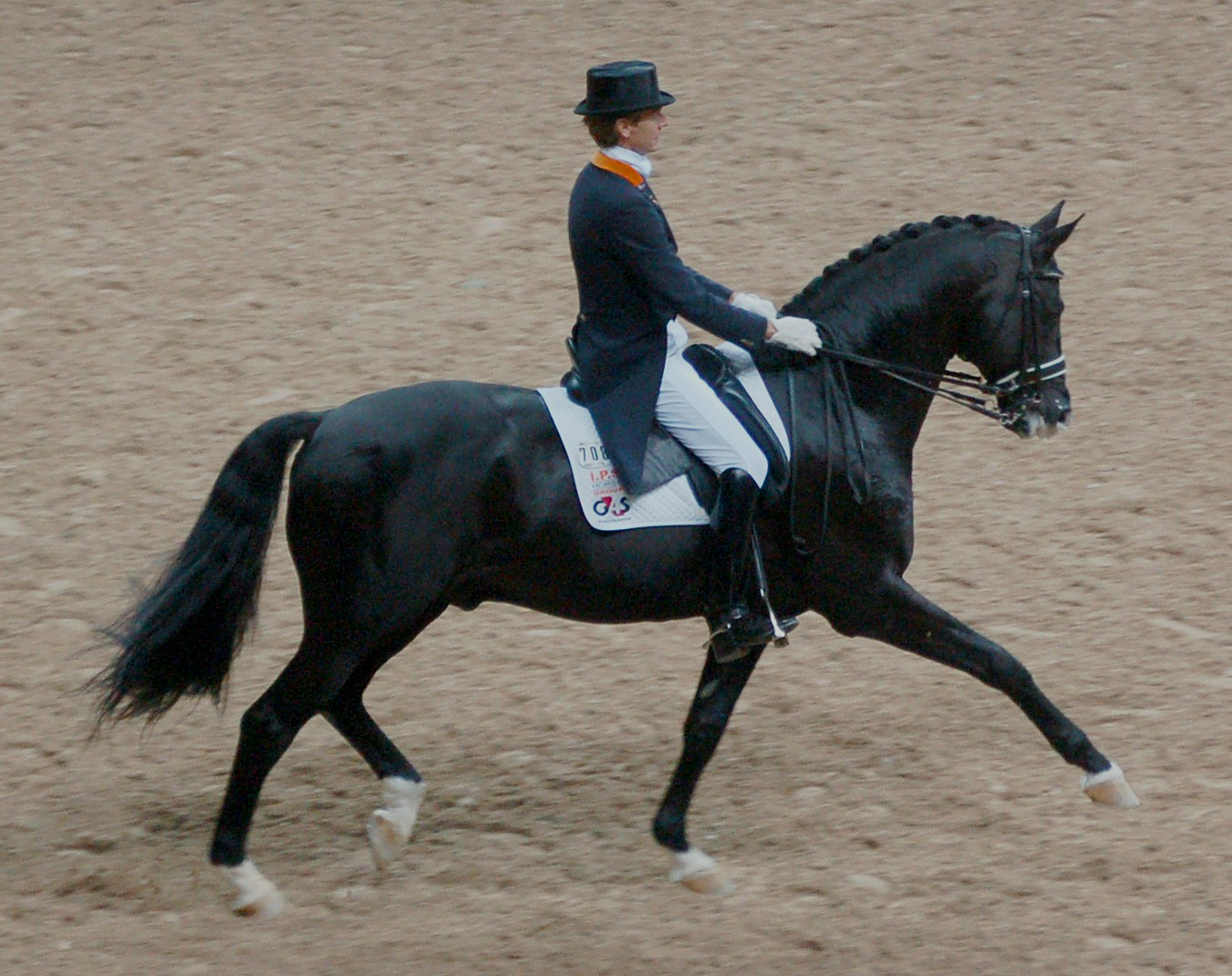
Cavall Trakehner practicant doma clàssica.

  - CDE ("Caballo de deporte español")[3]
- Finlàndia
  - Warmblood finlandès
- França
  - Angloàrab
  - Cavall francès de sella,
- Holanda
  - Warmblood neerlandès
- Irlanda
  - Cavall d'esport irlandès
- Itàlia
  - Angloàrab sard
- Suècia
  - Warmblood suec